# Гертруда Белл
Гертруда Маргарет Лотіан Белл (англ. Gertrude Margaret Lowthian Bell; 14 липня 1868 — 12 липня 1926) — англійська письменниця, мандрівниця, шпигунка, археологиня та картографка. Завдяки численним подорожам Великою Сирією, Месопотамією, Малою Азією і Аравією стала впливовою політичною діячкою Британської імперії.

## Ранні роки

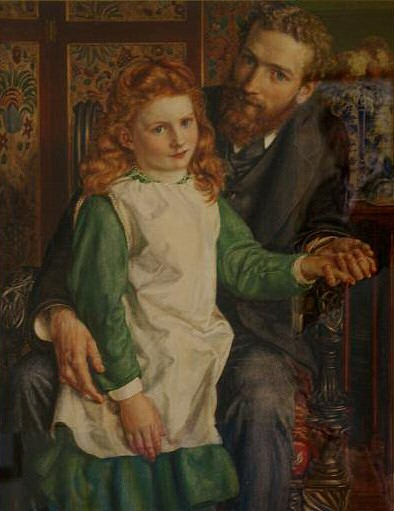
Восьмирічна Гертруда з сером Г'ю Беллом

Народилася 14 липня 1868 року у Вашингтон Нью-Голл (нині Леді Маргарет Голл), графство Дарем, Англія, у заможній сім'ї, що забезпечило їй освіту і зробило можливими її подорожі.
Мати Белл, Мері Шилд Белл, померла у 1871 році при народженні сина Моріса, коли Гертруді було три роки. Коли Гертруді було сім, батько одружився з Флоренс Олліфф.
Дід Белл, сер Ісаак Лотіан Белл, металург і член парламенту від Ліберальної партії за другої каденції Бенджаміна Дізраелі, можливо, підштовхнув молоду Гертруду до міжнародних питань і заохочував її цікавість до світу та участі у міжнародній політиці.
Початкову освіту отримала в Queen's College у Лондоні, а пізніше у коледжі Леді Маргарет Голл, Оксфорд. Історія була одним з небагатьох предметів, які жінкам було дозволено вивчати. Белл обрала спеціалізацією сучасну історію. У 1888 році отримала диплом першого ступеня з відзнакою.

## Подорожі
У 1892 році Белл вирушає до Персії услід за дядьком сером Френком Ласселзом, якого призначили послом у Тегерані. Подорож описує у книзі «Persian Pictures», опублікованій у 1894 році. Белл вивчила фарсі, також вільно говорила арабською, французькою і німецькою та володіла італійською і турецькою. У 1899 році Белл знову повертається на Середній Схід; відвідує Палестину та Сирію. По дорозі з Єрусалима до Дамаска знайомиться із друзами Джебель-аль-Друз. Белл подорожувала Аравією шість разів протягом наступних 12 років.
Свої спостереження опублікувала у книзі «Syria: The Desert and the Sown», опублікованій у 1907 році. У цій роботі подано деталі, описи та фотографії подорожей Белл до міст Великої Сирії, таких як Дамаск, Єрусалим, Бейрут, Антіохія й Александретта. Яскраві описи Белл відкрили арабські пустелі для західного світу. У березні 1907 року Белл вирушила до Османської імперії та почала працювати із сером Вільямом Мітчелом Рамзі.
У січні 1909 року вирушила до Месопотамії, відвідала хеттське місто Каркемиш, нанесла на карту й описала руїну Ухайдіра, а також відвідала Вавилон і Наджаф. Повернувшись до Каркемиша, консультувалася з двома археологами на місці, одним із яких був Т. Е. Лоуренс, помічник Реджинальда Кемпбелла-Томпсона. Гертруда Белл була другою після леді Енн Блант іноземною жінкою, що відвідала Хаїль.

## Війна та політична кар'єра
На початку Першої світової війни Белл відмовили щодо її відправлення на Близький Схід. Натомість вона стала волонтеркою Червоного Хреста у Франції.
Пізніше Белл запрошена Британською розвідкою для проведення солдатів через пустелі. Впродовж своїх подорожей Белл встановила тісні зв'язки з членами племен на Близькому Сході. З початку Першої світової до своєї смерті Гертруда Белл була єдиною жінкою, яка володіла політичною силою та впливом у формуванні Британської імперської політики на Близькому Сході.